# 伏見宮邦尚親王
伏見宮邦尚親王（ふしみのみや くになりしんのう）は、江戸時代初期の皇族。世襲親王家の伏見宮第11代当主。伏見宮第10代当主貞清親王第一王子。母は前田利長養女（宇喜多秀家の女）。
寛永3年（1626年）に親王宣下。
子は無い。死後は、弟の邦道親王が、伏見宮家の当主となる。